# Moravany (okres Michalovce)
Moravany jsou obec na Slovensku v okrese Michalovce. Rozprostírají se na severozápadě Východoslovenské nížiny, na břehu řeky Ondavy v nadmořské výšce 110 metrů nad mořem. Součástí obce je i vesnice Lučkovce.

## Znak
Na obecném nezdobeném štítu je zobrazen na červeném pozadí bílý vpravo plovoucí převozník se zlatým veslem na rozčeřené modré hladině.

## Název
Současný název i předešlé (Morwa a Moraviany) svědčí o Moravanech zakladatelích obce.

## Pamětihodnosti
- kostel sv. Stěpána od roku 1814 pod římskokatolickou správou
- reformovaný kostel z roku roce 1856
- katolický kostel v části Lučkovce z počátku 20. století